# Libertad capital
Libertad capital es un programa matinal de la cadena española esRadio presentado por Mara Colás Amor entre las 12 de la mañana y las 13:30h del mediodía. Aunque en principio su ámbito de difusión es la Comunidad de Madrid, se sintoniza a través de las emisoras de esRadio que carecen de programación local, en toda España por medio de la TDT y en todo el planeta gracias a la web de la cadena. 

## Equipo
- Director: Mara Colás
- Redacción: Martha Boceta, José Ignacio Wert y Beatriz García.
- Productora: María Martínez.
- Técnico: Luis Alonso.
- Colaboradores: Moncho Borrajo y Javier Akerman.

## Historia
Para la Semana Santa de 2010, esRadio preparó varios programas para ocupar el hueco que dejaban otros espacios; uno de ellos fue Es lo que hay, presentado por Mara Colás entre las 15 y las 16h. Desde entonces y hasta junio del mismo año, Es lo que hay se ubicó en las madrugadas del viernes, justo después de Cowboys de medianoche. Durante la emisión de Es la mañana de Federico en los cines Palafox de Madrid se anunció que se trasladaría a Mara a la mañana con un nuevo formato muy similar al que ponía en escena hasta ahora la periodista. El 6 de septiembre Libertad capital inició su andadura.